# Elmwood Park (Nova Jérsei)
Elmwood Park é um distrito localizado no estado americano de Nova Jérsei, no Condado de Bergen.

## Demografia
Segundo o censo americano de 2000, a sua população era de 18.925 habitantes.
Em 2006, foi estimada uma população de 18.805, um decréscimo de 120 (-0.6%).

## Geografia
De acordo com o United States Census Bureau tem uma área de
7,2 km², dos quais 6,9 km² cobertos por terra e 0,3 km² cobertos por água.

## Localidades na vizinhança
O diagrama seguinte representa as localidades num raio de 4 km ao redor de Elmwood Park.